# Sesebi
Sesebi és una petita ciutat del Sudan a 25 km al Sud de Soleb i 75 km al sud de l'illa de Sai, a la riba est del Nil. Enfront es troba Delgo.
Hi ha un temple construït per ordre d'Akhenaton (Amenhotep IV) que es troba entre dues parts del poble modern. Fou dedicat a Aton i després a Amon.